# Castillo de San Felipe de Barajas
Castillo San Felipe de Barajas (Grad San Felipe de Barajas) je trdnjava v mestu  Cartagena v Kolumbiji. Trdnjava stoji na hribu San Lázaro na strateški lokaciji, kjer obvladuje pristope do mesta po kopnem ali morju. Zgradili so jo Španci v kolonialni dobi. Gradnja se je začela leta 1536 in je bila prvotno znana kot Castillo de San Lázaro, leta 1657 je bila razširjena.

## Zgodovina
Trdnjavo so začeli graditi leta 1536 in jo razširili leta 1658. Zgrajena je bila v obliki trikotnika na vrhu hriba, z osmimi baterijami in garnizonom 200 vojakov in 4 topničarji. Ime je dobila v čast Filipa IV. Španskega. Naslednjo razširitev trdnjave je leta 1763 izvedel Antonio de Arévalo.
V napadu na Cartageno leta 1697, med vojno Velikega zavezništva, je trdnjava pripadla francoskemu zasebniku baronu de Pointisu. Leta 1739 jo je popravil José de Herrera y Sotomayor. Britanski admiral Edward Vernon je napadel trdnjavo leta 1741 v bitki pri Cartageni de Indias, pomembnem spopadu vojne za Jenkinsovo uho. Vernonove sile je odbil španski admiral Blas de Lezo.
Med špansko-ameriškimi vojnami za neodvisnost sredi leta 1815 je v Novo Granado prispela velika španska ekspedicijska sila pod vodstvom Pabla Morilla. Cartagena je padla decembra in do maja 1816 so rojalisti imeli nadzor nad vso Novo Granado.

## Trdnjava
Trdnjava je sestavljena iz niza zidov, širokih pri dnu in ozkih proti parapetu, ki tvorijo mogočni vzorec bunkerjev. Baterije in parapeti ščitijo drug drugega, zato je praktično nemogoče zavzeti baterijo, ne da bi zavzeli celoten obrambni sistem. Trdnjava je presenetljiva s svojim velikim vhodom in zapletenim labirintom rovov. Je najmočnejši obrambni kompleks španske vojaške arhitekture. Sega 41 metrov nad morsko gladino.
Ključne značilnosti so trikotni Castillo de San Felipe de Barajas, obdan z baterijami de Santa Barbara, de San Carlos y Los Apostles, Del Hornabeque, de la Cruz, de la Redencion in de San Lazaro. Združenih 68 topov je bilo obrnjenih stran od mesta. Pridružen nasip Media Luna je bila kaponir (caponnière – tip obrambe postavljen na eskarpo v jarku). Terreplein - ploščad baterije San Lazaro je vsebovala aljibe (cisterna), kanali in valobrani pa so zbirali deževnico. Glavna podzemna galerija poteka vzdolž oboda kompleksa na morski gladini. Komore v njej bi lahko eksplodirale in preprečile napredovanje napadalcev nad glavo.

## Status in ohranitev
Trdnjava ni dobro ohranjena. Ko so jo prenehali uporabljati v vojaške namene, je tropska vegetacija prekrila zidove in stene, v rovih in jarkih pa se je nabrala zemlja. Leta 1984 je UNESCO uvrstil trdnjavo z zgodovinskim središčem mesta Cartagena na seznam svetovne dediščine. Od leta 1990 je služila kot lokacija za družabne in kulturne dogodke, ki jih ponuja kolumbijska vlada v čast tujih delegacij na predsedniških in ministrskih srečanjih, vrhu gibanja neuvrščenih (1995) in vrhu skupina Rio (2000), med drugim. Trdnjava je odprta za obiskovalce, vendar so za ogled odprti le nekateri predori.